# Кобылянский, Владислав Александрович
Владислав Александрович Кобылянский (укр. Владислав Олександрович Кобилянський ; род. 2 января 2002, Макеевка, Донецкая область) — украинский футболист, полузащитник клуба «Дордой».

## Карьера

### «Унион Титус-Петанж»
Воспитанник футбольной академии донецкого «Шахтёра». В структуре донецкого клуба футболист выступал до 2020 года, который затем покинул. В мае 2021 года футболист на правах свободного агента присоединился к турецкому клубу «Газиантеп», с которым подписав пятилетний контракт. В августе 2021 года футболист на правах арендного соглашения присоединился к люксембургскому клубу «Унион Титус-Петанж», соглашение с которым было подписано до конца сезона. Дебютировал за клуб футболист 11 декабря 2021 года в матче против клуба «Фола», выйдя на поле в стартовом составе. Первым результативным действием за клуб футболист отличился 20 апреля 2022 года в матче Кубка Люксембурга против клуба «Этцелла», отдав голевую передачу. По итогу сезона футболист вместе с клубом завершил чемпионат на итоговом одиннадцатом месте. По окончании срока арендного соглашения футболист покинул клуб. 

### «Униан Лейрия»

#### Первые сезоны
В августа 2022 года футболист на правах свободного агента присоединился к португальскому клубу «Униан Лейрия». Первые матчи в сезоне футболист начинал на скамейке запасных. Дебютировал за клуб футболист 27 ноября 2022 года в матче против клуба «Калдаш», выйдя на замену на 86 минуте. В конце января 2023 года футболист перестал попадать в заявку клуба на матчи. По итогу сезона футболист вместе с клубом стал победителем чемпионата, получив прямое повышение во Вторую лигу. В следующем сезона футболист также не попадал в заявку основной команды португальского клуба. Первый матч в сезоне футболист сыграл 26 ноября 2023 года в рамках Кубка Португалии против клуба «Малвейра», выйдя на замену на 64 минуте. В дальнейшем футболист всё так же не имел игровой практики с основной командой клуба.

#### Аренда в «Оливейру-ду-Ошпитал»
В январе 2024 года футболист на правах арендного соглашения присоединился к португальскому клубу «Оливейра-ду-Ошпитал», соглашение с которым было рассчитано до конца сезона. Дебютировал за клуб футболист 13 января 2024 года в матче против ковильянского «Спортинга», выйдя на замену на 65 минуте. По итогу основной части чемпионата футболист вместе с клубом занял итоговое седьмое место в своей группе, отправившись в раунд на выбывание. По итогу сезона футболист вместе с клубом смог сохранить прописку в чемпионате. На протяжении сезона футболист выступал за португальский клуб в роли одного из основных игроков, однако результативными действиями не отличился. По окончании срока арендного соглашения футболист покинул клуб. В сентябре 2024 года футболист покинул «Униан Лейрию», расторгнув контракт по соглашению сторон.

### «Дордой»
В феврале 2025 года футболист на правах свободного агента присоединился к киргизскому «Дордою», подписав контракт до конца сезона. Дебютировал за клуб футболист 4 марта 2025 года в матче против клуба «ОшГУ-Алдиер», выйдя на поле в стартовом составе. Дебютным забитым голом за клуб футболист отличился 11 марта 2025 года в матче против бишкекской «Алги». Своим первым забитым дублем за клуб футболист отличился 12 апреля 2025 года в матче против клуба «Азиягол».

## Международная карьера
В ноябре 2017 года футболист выступал за юношескую сборную Украины до 16 лет. В октябре 2018 года футболист получил вызов в юношескую сборную Украины до 17 лет для участия в финальной стадии квалификаций юношеского чемпионата Европы. Дебютировал за сборную футболист 10 октября 2018 года в матче против сборной Исландии.

## Достижения
«Униан Лейрия»
- Победитель Третьей лиги: 2022/23